# Марен Морис
Марен Морис (Арлингтон, 10. април 1990) америчка је певачица, кантауторка и музичка продуценткиња. Објавила је два студијска албума, а њен ЕП из 2015. под називом Maren Morris био је на другом месту Билбордове листе. Први студијски албум Hero објавила је 2015.. године, био је на петом месту листе Билборд 200 и првом месту музичке листе Топ кантри албума, а додељен му је платинасти сертификат од стране Америчког удружења дискографских кућа. Марен је такође чланица групе The Highwomen заједно са Амандом Ширс и Бранди Карлајл. 
Албумски сингл My Church био је на петом месту Кантри дигитал песама 2016. године и међу пет првих на листи САД хот кантри песама, а освојио је Греми награду за најбољи кантри соло перформанс. Трећи албумски сингл под називом I Could Use a Love Song био је први њен сингл који се нашао на музичкој листи САД кантри еирплеј. Била је вокалиста на песми The Middle, поп сарадњи између музичара Зеда и дуа Grey, који је објављен у јануару 2018. године, а био је на петом месту листе Билборд хот 100 и добио три номинације на 61. додели Греми награда.
Марен је други студијски албум под називом Girl објавила 8. марта 2019. године преко издавачке куће Sony Music Nashville, а албум се нашао на листи Топ кантри албума и на четвртом месту листе Билборд 200, као и међу петнаест најбољих на листи Билборд хот 100, док је албумски сингл The Bones био на дванаестом месту најбољих синглова у САД.

## Биографија
Марен је рођена у Арлингтону 10. априла 1990. године од оца Грега и мајке Кели Морс. Као дете проводила је већи део времена у фризерском салону родитеља. Када је имала дванаест година отац јој је купио гитару, коју је заволела да свира. Музичку каријеру започела је 2005. године објављивањем албума Walk On.
Музичко издање All That it Takes објавила је 22. октобра 2007. године. Треће издање под називом Live Wire објављено је 2011. године. Њен деби албум који је самостално издала под називом Hero добио је негативне критике, 2016. године. Марен је провела неколико година у Нешвилу писајући песма за друге музичаре укључујући Last Turn Home за Тима Макгра и Second Wind за Кели Кларксон.
У децембру 2015. године почела је да се забавља са певачем Рајаном Хердом, са којим се први пут срела 2013. године. Верили су се у јулу 2017. године, а венчали 24. марта 2018. године у Нешвилу. У октобру 2019. године, Морис и Хед објавили су да чекају дете, а дечак је рођен 23. марта 2020. године.

## Музичка каријера

### 2015: Maren Morris ЕП
Морисова је првобитно издала ЕП од пет песама под називом Maren Morris, који је објавила на Спотифај платформи у августу 2015. године. Песме су добиле по 2,5 милиона стримова на тој платформи за месец дана, а три су се појавиле на америчкој глобалној музичкој листи „Вирал 50”, компаније Спотифај. Упсех њеног ЕП-а привукао је интерес издавачким кућа, а она је потписала уговор са Columbia Nashville у септембру 2015. године.
Издавачка кућа је поново објавила ЕП, 6. новембра 2015. године са песмом My Church као водећим синглом. ЕП се нашао на другом месту листе Билборд, двадесет и седмој позицији Топ кантри албума и првом месту листе Топ хетсикерс.—and sold 2,400 copies in its debut week. My Church био је на петом месту листе Хот кантри песама и додељен му је златни сертификат од стране Америчког удружења дискографских кућа.

### 2016—2018: Албум Hero, пробој на сцену и сарадња
Након успеха сингла My Church, Морис је објавила главни студијски албум Hero дана 3. јуна 2016. године и започела турнеју са Кејтом Урбаном. Албум је дебитовао и заузео пето место на листи Билборд 200 и прво место на листи Топ кантри албума. Њен дебитански сингл под називом My Church био је на листи Кантри дигитал песама 2016. године и дошао до првих пет на америчкој листи Хот кантри песама.
Hero је освојио номинацију за Греми награду на 59. додели Греми награда. Албум је номинован у категорији за најбољи кантри албум, а сингл My Church победио је у категорији најбољи кантри соло перформанс и номинован је за најбољу кантри песму. Морис је такође номинована у категорији за најбољег новог уметника, али је тај Греми добио Chance the Rapper. Награђена је на додели награда Билборд жене музике 2016. године и добила Биз музичку награду 2017. године.
Године 2017. Морис је отишла на турнеју како би промовисала свој албум Hero. Касније те године придружила се Саму Хунту на његовој турнеји. Делукс издање албума Hero објављено је у марту 2017. године, са песама Bummin' Cigarettes, Space и Company You Keep. Као одговор на пуцњаву у Лас Вегасу 2017. године, Морис је објавила песму Dear Hate, а након тога била вокалисткиња у песми Craving You Томаса Рета, такође 2017. године. Морис је такође гостовала на песми Нила Хорана, Seeing Blind, која је објављена у октобру 2017. године. Касније је гостовала турнеји Хорана, током 2018. године.
Сарађивала је са музичарем Зедом и дуом Grey на песми The Middle објављеној у јануару 2018. године. Тај сингл је комбинација поп, денс и електронске музике, а био је на петој позицији листе Билборд хот 100. Дана 5. октобра 2018. године Морис се појавила као сјепцијални гост на концерту Тејлор Свифт.

### 2019—данас: Girl и Highwomen
У јануару 2019. године Морс је издавала сингл Girl, водећи са свој другог истоименог албуна и најавла велику светску турнеју под називом Girl: The World Tour, како би промовисала албум, који је објављен 8. марта 2019. године. Турнеја је започел 9. марта у Чикагу, а завршила се 23. августа 2019. године у Канбери. У марту је најабвљено да ће Морис формирати групу са Бранди Карлајл, Амандон Ширс и Натали Хемби под називом The Highwaymen. Група је дебитовала уживо 1. априла 2019. године на концерту за Лорет Лин, изводећи песму It Wasn't God Who Made Honky Tonk Angels, сингл њиховог истоименог албума који је објављен 6. септембра 2019. године и био међу првих десет на листи Билборд 200 и на  првом месту Кантри албума.
Године 2020. The Bones, други званични сингл са албума Girl био је на дванаестом месту листе Билборд 100 и на првом месту Кантри аирл плеј и Хот кантри листа. Дана 12. јуна 2020. године Марен је објавиила две нове песме под називом Just For Now и Takes Two, које су објављене као делукс издање албума Girl.

## Турнеје
Главне
- The Hero Tour (2017)[25]
- Girl: The World Tour (2019)
- RSVP: The Tour (2021 - отказана због пандемије ковида 19)

Гостујуће
- Ripcord World Tour (2016) (са Кејт Урбаном)[42]
- 15 in a 30 Tour (2017) (са Сем Хантом)[27]
- Flicker World Tour (2018) (са Нил Хораном)[32]
- Roadside Bars & Pink Guitars Tour (2019) (са Мирандом Ламберт)
- Girls Just Wanna Weekend (2019) (са Бранди Карлајл)[43]

## Дискографија
- Hero (2016)
- Girl (2019)

## Написане песме
| Година | Назив                  | Уметник                     | Албум                                      | Извор  |
| ------ | ---------------------- | --------------------------- | ------------------------------------------ | ------ |
| 2014.  | Last Turn Home         | Тим Макграо                 | Sundown Heaven Town                        | [ 44 ] |
| 2014.  | Blind                  | Обри Пиплс                  | Н/Д                                        | [ 45 ] |
| 2015.  | Second Wind            | Кели Кларксон               | Piece by Piece                             | [ 46 ] |
| 2015.  | Clint Eastwood         | Џеси Џејмс Декер            | Н/Д                                        | [ 47 ] |
| 2015.  | This is Real Life      | Кони Бритон и Ленон & Мејси | The Music of Nashville: Season 3, Volume 2 | [ 48 ] |
| 2015.  | Shoot Out the Lights   | Кајтлин Шадболт             | Caitlyn Shadbolt – EP                      | [ 49 ] |
| 2015.  | Wake Up When It's Over | Клер Бовен и Сам Палађо     | Н/Д                                        | [ 50 ] |
| 2015.  | Mess Worth Making      | Aubrey Peeples              | Н/Д                                        | [ 51 ] |
| 2016.  | Greener Pastures       | Brothers Osborne            | Pawn Shop                                  | [ 52 ] |
| 2016.  | The Book               | Обри Пиплс                  | Н/Д                                        | [ 53 ] |
| 2016.  | Caged Bird             | Обри Пиплс                  | The Music of Nashville: Season 4, Volume 2 | [ 54 ] |
| 2016.  | Boomtown               | Хејден Панетијер и Вил Чејс | The Music of Nashville: Season 4, Volume 2 | [ 55 ] |
| 2016.  | Jesus or a Bullet      | The Henningsens             | World's On Fire                            | [ 56 ] |
| 2016.  | Your Whiskey           | Крис Харисон                | This Old Thing                             |        |
| 2017.  | Out for Love           | Бриџит Мендлер              | Н/Д                                        |        |
| 2017.  | Shoot Out the Lights   | Џеси Џејмс Декер            | Gold                                       | [ 57 ] |
| 2017.  | Too Young to Know      | Џеси Џејмс Декер            | Gold                                       | [ 58 ] |
| 2017.  | Open All Night         | Џеси Џејмс Декер            | Southern Girl City Lights                  | [ 59 ] |
| 2017.  | Hold a Candle          | Џеси Џејмс Декер            | Southern Girl City Lights                  | [ 60 ] |

## Филмографија
| Година | Серија                             | Улога     | Напомена                            | Реф. |
| ------ | ---------------------------------- | --------- | ----------------------------------- | ---- |
| 2016.  | Суботом увече уживо                | саму себе | Епизода: John Cena / Maren Morris   |      |
| 2016.  | CMT Crossroads                     | саму себе | Епизода: Maren Morris & Alicia Keys |      |
| 2017.  | Морнарички истражитељи: Њу Орлеанс | саму себе | Епизода: Pandora's Box, Part II     |      |
| 2020.  | Улица Сезам                        | саму себе | Епизода: Fourth of July Celebration |      |

## Награде и номинације
Морис је номинована за четири Греми награда, на 59. додели Греми награда 2017. године. Она је нуметник који је највише пута номониван. У септембру 2018. године, ЦМТ је додели признање Марен, за Уметника године.

### Награда Академије кантри музике
| Година | Категорија                   | Рад                                                  | Резултат   |
| ------ | ---------------------------- | ---------------------------------------------------- | ---------- |
| 2017.  | Нови женски вокалиста године | Марен Морис                                          | Освојено   |
| 2017.  | Женски вокалиста године      | Марен Морис                                          | Номинација |
| 2017.  | Албум године                 | Hero                                                 | Номинација |
| 2017.  | Самостално издање године     | My Church                                            | Номинација |
| 2018.  | Женски вокалиста године      | Марен Морис                                          | Номинација |
| 2018.  | Вокални догађај године       | Craving You (са Томасом Ретом)                       | Номинација |
| 2018.  | Вокални догађај године       | Dear Hate (са Винсом Гилом)                          | Номинација |
| 2019.  | Женски вокалиста године      | Марен Морис                                          | Номинација |
| 2020.  | Женски уметник године        | Марен Морис                                          | Освојено   |
| 2020.  | Група године                 | The Highwomen                                        | Номинација |
| 2020.  | Музичики догађај године      | Fooled Around and Fell in Love (са Мирандом Ламберт) | Освојено   |
| 2020.  | Албум године                 | GIRL                                                 | Номинација |
| 2021.  | Женски уметник године        | Марен Морис                                          | На чекању  |
| 2021.  | Група године                 | The Highwomen                                        | На чекању  |
| 2021.  | Сингл године                 | The Bones                                            | На чекању  |
| 2021.  | Песма године                 | The Bones                                            | На чекању  |
| 2021.  | Видео спот године            | Better Than We Found It                              | На чекању  |

### Америчке музичке награде
| Година | Категорија                      | Рад                     | Резултат   |
| ------ | ------------------------------- | ----------------------- | ---------- |
| 2017.  | Омиљени женски уметник - кантри | Марен Морис             | Номинација |
| 2018.  | Омиљени женски уметник - кантри | Марен Морис             | Номинација |
| 2018.  | Сарадња године                  | The Middle (Зед и Grey) | Номинација |
| 2019.  | Омиљени женски уметник - кантри | Марен Морис             | Номинација |
| 2020.  | Омиљени женски уметник - кантри | Марен Морис             | Освојено   |
| 2020.  | Омиљена кантри песма            | The Bones               | Номинација |

### АПРА музичке награде
| Година | Категорија                        | Рад                          | Резултат   |
| ------ | --------------------------------- | ---------------------------- | ---------- |
| 2019.  | Денс песма године                 | The Middle са (Зедом и Grey) | Освојено   |
| 2019.  | Најслушанија песма у Аусстралији  | The Middle са (Зедом и Grey) | Освојено   |
| 2020.  | Најизвођенија кантри песма године | Girl                         | Номинација |

### Билборд музичке награде
| Година | Категорија                 | Рад                         | Резултат   |
| ------ | -------------------------- | --------------------------- | ---------- |
| 2018.  | Топ кантри женски извођач  | Марен Морис                 | Освојено   |
| 2019.  | Топ кантри женски извођач  | Марен Морис                 | Номинација |
| 2019.  | Топ радио песма            | The Middle са Зедом и Grey) | Номинација |
| 2019.  | Топ денс/електронска песма | The Middle са Зедом и Grey) | Освојено   |
| 2020.  | Топ кантри уметник         | Марен Морис                 | Номинација |
| 2020.  | Топ женски кантри уметник  | Марен Морис                 | Освојено   |
| 2020.  | Топ кантри албум           | GIRL                        | Номинација |
| 2020.  | Топ кантри песма           | The Bones                   | Номинација |

### БМИ награде

#### БМИ кантри награде
| Година | Категорија       | Рад                     | Резултат |
| ------ | ---------------- | ----------------------- | -------- |
| 2017   | Топ кантри песма | My Church               | Освојено |
| 2017   | Топ кантри песма | 80s Mercedes            | Освојено |
| 2018   | Топ кантри песма | I Could Use a Love Song | Освојено |
| 2019   | Топ кантри песма | Rich                    | Освојено |

### Британска кантри музичка асоцијација
| Година | Категорија                   | Рад       | Резултат   |
| ------ | ---------------------------- | --------- | ---------- |
| 2016.  | Интернационална песма године | My Church | Номинација |
| 2019.  | Интернационални албум године | Girl      | Освојено   |
| 2019.  | Интернационална песма године | The Bones | Номинација |

### Музичка кантри асоцијација
| Година | Категорија              | Рад                                                  | Резултат   |
| ------ | ----------------------- | ---------------------------------------------------- | ---------- |
| 2016.  | Нови уметник године     | Mарен Морис                                          | Освојено   |
| 2016.  | Женски вокалиста године | Mарен Морис                                          | Номинација |
| 2016.  | Албум године            | Hero                                                 | Номинација |
| 2016.  | Песма године            | My Church                                            | Номинација |
| 2016.  | Сингл године            | My Church                                            | Номинација |
| 2017.  | Женски вокалиста године | Марен Морис                                          | Номинација |
| 2017.  | Музички догађај године  | Craving You (са Томасом Ретом)                       | Номинација |
| 2017.  | Музички видео године    | Craving You (са Томасом Ретом)                       | Номинација |
| 2018.  | Женски вокалиста године | Марен Морис                                          | Номинација |
| 2018.  | Музички догађај године  | Dear Hate (са Винсом Гилом)                          | Номинација |
| 2019.  | Женски вокалиста године | Марен Морис                                          | Номинација |
| 2019.  | Албум године            | Girl                                                 | Освојено   |
| 2019.  | Песма године            | Girl                                                 | Номинација |
| 2019.  | Сингл године            | Girl                                                 | Номинација |
| 2019.  | Музички видео године    | Girl                                                 | Номинација |
| 2019.  | Музички догађај године  | All My Favorite People (са групом Brothers Osbourne) | Номинација |
| 2020.  | Женски вокалиста године | Марен Морис                                          | Освојено   |
| 2020.  | Песма године            | The Bones                                            | Освојено   |
| 2020.  | Сингл године            | The Bones                                            | Освојено   |
| 2020.  | Музички догађај године  | The Bones (са Хозиером)                              | Номинација |
| 2020.  | Музички догађај године  | Fooled Around and Fell in Love (са Мирандом Ламберт) | Номинација |

### ЦМТ музичке награде
| Година | Категорија                     | Рад                                                          | Резултат   |
| ------ | ------------------------------ | ------------------------------------------------------------ | ---------- |
| 2017.  | Женски видео године            | 80s Mercedes                                                 | Номинација |
| 2017.  | Перформанс године              | 80s Mercedes (са Алишом Киз)                                 | Номинација |
| 2018.  | Сарадња године на видео спорту | Craving You (са Томасом Ретом)                               | Номинација |
| 2018.  | Женски видео спот године       | I Could Use a Love Song                                      | Номинација |
| 2019   | Видео године                   | Girl                                                         | Номинација |
| 2019   | Женски видео године            | Girl                                                         | Номинација |
| 2019   | Перформанс године              | (You Make Me Feel Like) A Natural Woman (са Бренди Карјлајл) | Номинација |
| 2020.  | Видео године музичке групе     | Crowded Table (као чланица групе The Highwomen)              | Номинација |

### Греми награде
| Година | Категорија                               | Рад                         | Резултат   |
| ------ | ---------------------------------------- | --------------------------- | ---------- |
| 2017.  | Најбољи нови уметник                     | Марен Морис                 | Номинација |
| 2017.  | Најбољи кантри албум                     | Hero                        | Номинација |
| 2017.  | Најбољи кантри соло перформанс           | My Church                   | Освојено   |
| 2017.  | Најбоља кантри песма                     | My Church                   | Номинација |
| 2018.  | Најбољи кантри соло перформанс           | I Could Use a Love Song     | Номинација |
| 2019.  | Снимак године                            | The Middle са Зедом и Grey) | Номинација |
| 2019.  | Најбољи поп дуо перформанс групе         | The Middle са Зедом и Grey) | Номинација |
| 2019.  | Најбољи кантри соло перформанс           | Mona Lisas and Mad Hatters  | Номинација |
| 2019.  | Најбоља кантри песма                     | Dear Hate (Са Винсом Гилом) | Номинација |
| 2019.  | Најбољи кантри дуо или групни перформанс | Dear Hate (Са Винсом Гилом) | Номинација |
| 2020.  | Најбољи кантри дуо или групни перформанс | Common (са Бранди Карлајл)  | Номинација |
| 2021.  | Најбоља кантри песма                     | The Bones                   | На чекању  |

### iHeartRadio музичке награде
| Година | Категорија                  | Рад                            | Резултат   |
| ------ | --------------------------- | ------------------------------ | ---------- |
| 2017.  | Најбољи нови кантри уметник | Марен Морис                    | Номинација |
| 2019.. | Песма године                | The Middle са Зедом и Grey)    | Освојено   |
| 2019.. | Најбоља сарадња             | The Middle са Зедом и Grey)    | Номинација |
| 2019.. | Денс песма године           | The Middle са Зедом и Grey)    | Освојено   |
| 2019.. | Кантри песма године         | Rich                           | Номинација |
| 2020.  | Најбољи текст               | The Bones                      | Номинација |
| 2020.  | Најбољи ремикс              | The Bones (са Хозиером)        | Номинација |
| 2020.  | Најбоља кавер песма         | Fooled Around and Fell in Love | Номинација |
| 2020.  | Кантри песма године         | Girl                           | Номинација |

### iHeartRadio музичке видео награде
| Година | Категорија     | Рад                                 | Резултат   |
| ------ | -------------- | ----------------------------------- | ---------- |
| 2018.  | Најбоља сарања | The Middle (са Зедом и групом Grey) | Номинација |
| 2018.  | Песма лета     | The Middle (са Зедом и групом Grey) | Номинација |

### MТВ Видео музичке награде
| Година | Категорија          | Рад  | Резултат   |
| ------ | ------------------- | ---- | ---------- |
| 2019.  | Најбоља пауер химна | Girl | Номинација |

### Радио дизни музичке награде
| Година | Категорија                  | Рад                          | Резултат   |
| ------ | --------------------------- | ---------------------------- | ---------- |
| 2017.  | Најбољи нови кантри уметник | ММарен Морис                 | Освојено   |
| 2017.  | Омиљена кантри песма        | 80s Mercedes                 | Номинација |
| 2018.  | Песма године                | The Middle (са Зедом и Grey) | Номинација |
| 2018.  | Најбољаа денс песма         | The Middle (са Зедом и Grey) | Номинација |
| 2018.  | Најбоља сарадња             | The Middle (са Зедом и Grey) | Номинација |
| 2018.  | Омиљена кантри уметница     | Марен Морис                  | Номинација |

### Награда по избору публике
| Година | Категорија           | Рад         | Резултат   |
| ------ | -------------------- | ----------- | ---------- |
| 2019.  | Кантри уметник 2019. | Марен Морис | Номинација |

### Награде по избору тинејџера
| Година | Категорија             | Рад                            | Резултат   |
| ------ | ---------------------- | ------------------------------ | ---------- |
| 2017.  | Кантри песма           | Craving You (са Томасом Ретом) | Номинација |
| 2018.  | Кантри уметник         | Марен Морис                    | Номинација |
| 2018.  | Сарадња                | The Middle (са Зедом и Grey)   | Номинација |
| 2018.  | Електронска/денс песма | The Middle (са Зедом и Grey)   | Номинација |
| 2019.  | Кантри песма           | Girl                           | Номинација |